# ألفريد والتر كامبل
ألفريد والتر كامبل (بالإنجليزية: Alfred Walter Campbell)‏‏ (18 يناير 1868 - 11 أبريل 1937 ) هو طبيب أعصاب من أستراليا.